# F.C. South End
El FC South End  era un equipo de fútbol  de Trinidad y Tobago ubicado en Point Fortin/La Brea y fue un miembro de la TT Pro Liga, el nivel más alto de fútbol en Trinidad y Tobago
Fundado en 2008,  jugó sus juegos de local en el Estadio Manny Ramjohn.